# Mangelia sculpturata
Mangelia sculpturata é uma espécie de gastrópode do gênero Mangelia, pertencente a família Mangeliidae.